# Abdoulaye Sylla
Abdoulaye Sylla (Conakry, 10 aprile 2000) è un calciatore guineano, difensore del Sigma Olomouc in prestito dal Vyškov.

## Biografia
Nato in Guinea, cresce a Conakry da dove nel 2011 si trasferisce in Francia nella cittadina di Saint-Sébastien-sur-Loire per ricongiungersi a sua madre.

## Carriera

### Club

#### Inizi e Nantes
Subito dopo l'arrivo in Francia si aggrega al club dilettantistico del Saint Sébastien. Dopo pochi mesi si trasferisce alle giovanili del Nantes, con cui dopo aver fatto tutta la trafila delle giovanili, debutta con la seconda squadra, il Nantes 2, l'11 agosto 2018 contro il Mantes.
Il 28 maggio 2020 firma il primo contratto da professionista con i canarini; mentre il 28 febbraio 2021 debutta in Ligue 1 contro il Nîmes. A fine stagione vince, da comprimario, la coppa nella finale di Saint-Denis contro il Nizza.
Dopo aver raccolto due presenze nella sua prima stagione da professionista, la stagione seguente debutta in coppa di Francia nella gara valida per il 4º turno di coppa contro il Vitré vinto per 2-0.

#### Seraing ed esperienza in Repubblica Ceca
Il 27 luglio 2022 viene acquistato a titolo definitivo dal Seraing. Quattro giorni dopo debutta con i rossoneri - e in Pro League, in occasione della sconfitta interna per 0-1 contro il Kortrijk, valida per la 2ª giornata della massima serie belga.
Nonostante la giovane età si ritaglia ben presto un ruolo importante all'interno dei ranghi del club, diventando capitano, tuttavia a fine stagione il club viene retrocesso in Challenger Pro League.
A fine stagione lascia il Belgio, trasferendosi in Repubblica Ceca al Vyškov. Messosi in mostra con il club per una stagione e mezza in seconda serie, il 9 gennaio 2025 viene ceduto in prestito con diritto di riscatto al club di massima serie del Sigma Olomouc.

### Nazionale
Dopo la prima stagione da professionista nel giugno 2021 viene convocato in nazionale maggiore in vista delle amichevoli di preparazione per le qualificazioni alla coppa d'Africa. Debutta il successivo 5 giugno nell'amichevole persa per 2-0 contro il Togo.

## Statistiche

### Presenze e reti nei club
Statistiche aggiornate al 28 marzo 2025.
| Stagione        | Squadra         | Campionato      | Campionato | Campionato | Coppe nazionali | Coppe nazionali | Coppe nazionali | Coppe continentali | Coppe continentali | Coppe continentali | Altre coppe | Altre coppe | Altre coppe | Totale | Totale |
| Stagione        | Squadra         | Comp            | Pres       | Reti       | Comp            | Pres            | Reti            | Comp               | Pres               | Reti               | Comp        | Pres        | Reti        | Pres   | Reti   |
| --------------- | --------------- | --------------- | ---------- | ---------- | --------------- | --------------- | --------------- | ------------------ | ------------------ | ------------------ | ----------- | ----------- | ----------- | ------ | ------ |
| 2018-2019       | Nantes 2        | N2              | 5          | 0          |                 | -               | -               |                    | -                  | -                  |             | -           | -           | 5      | 0      |
| 2019-2020       | Nantes 2        | N2              | 10         | 1          |                 | -               | -               |                    | -                  | -                  |             | -           | -           | 10     | 1      |
| 2020-2021       | Nantes 2        | N2              | 7          | 0          |                 | -               | -               |                    | -                  | -                  |             | -           | -           | 7      | 0      |
| 2021-2022       | Nantes 2        | N2              | 14         | 0          |                 | -               | -               |                    | -                  | -                  |             | -           | -           | 14     | 0      |
| Totale Nantes B | Totale Nantes B | Totale Nantes B | 36         | 1          |                 | 0               | 0               |                    | -                  | -                  |             | -           | -           | 36     | 1      |
| 2020-2021       | Nantes          | L1              | 2          | 0          | CF              | 1               | 0               |                    | -                  | -                  |             | -           | -           | 2      | 0      |
| 2021-2022       | Nantes          | L1              | 2          | 0          | CF              | 1               | 0               |                    | -                  | -                  |             | -           | -           | 3      | 0      |
| Totale Nantes   | Totale Nantes   | Totale Nantes   | 4          | 0          |                 | 2               | 0               |                    | -                  | -                  |             | -           | -           | 6      | 0      |
| 2022-2023       | Seraing         | PL              | 22         | 0          | CB              | 2               | 0               |                    | -                  | -                  |             | -           | -           | 24     | 0      |
| 2023-2024       | Vyškov          | FNL             | 17+2       | 1+0        | CC              | 1               | 0               | -                  | -                  | -                  | -           | -           | -           | 20     | 1      |
| 2024-gen. 2025  | Vyškov          | FNL             | 13         | 4          | CC              | 3               | 1               | -                  | -                  | -                  | -           | -           | -           | 16     | 5      |
| Totale Vyškov   | Totale Vyškov   | Totale Vyškov   | 32         | 5          |                 | 4               | 1               |                    | -                  | -                  |             | -           | -           | 36     | 6      |
| gen.-giu. 2025  | Sigma Olomouc   | 1.L             | 4          | 0          | CC              | 1               | 0               | -                  | -                  | -                  | -           | -           | -           | 5      | 0      |
| Totale carriera | Totale carriera | Totale carriera | 98         | 6          |                 | 9               | 1               |                    | -                  | -                  |             | -           | -           | 107    | 7      |

### Cronologia presenze e reti in nazionale
| Cronologia completa delle presenze e delle reti in nazionale ― Guinea | Cronologia completa delle presenze e delle reti in nazionale ― Guinea | Cronologia completa delle presenze e delle reti in nazionale ― Guinea | Cronologia completa delle presenze e delle reti in nazionale ― Guinea | Cronologia completa delle presenze e delle reti in nazionale ― Guinea | Cronologia completa delle presenze e delle reti in nazionale ― Guinea | Cronologia completa delle presenze e delle reti in nazionale ― Guinea | Cronologia completa delle presenze e delle reti in nazionale ― Guinea |
| Data                                                                  | Città                                                                 | In casa                                                               | Risultato                                                             | Ospiti                                                                | Competizione                                                          | Reti                                                                  | Note                                                                  |
| --------------------------------------------------------------------- | --------------------------------------------------------------------- | --------------------------------------------------------------------- | --------------------------------------------------------------------- | --------------------------------------------------------------------- | --------------------------------------------------------------------- | --------------------------------------------------------------------- | --------------------------------------------------------------------- |
| 5-6-2021                                                              | Lomé                                                                  | Togo                                                                  | 2 – 0                                                                 | Guinea                                                                | Amichevole                                                            | -                                                                     | 45’                                                                   |
| 8-6-2021                                                              | Manavgat                                                              | Kosovo                                                                | 1 – 2                                                                 | Guinea                                                                | Amichevole                                                            | -                                                                     | 73’                                                                   |
| 11-6-2021                                                             | Conakry                                                               | Guinea                                                                | 2 – 1                                                                 | Niger                                                                 | Amichevole                                                            | -                                                                     |                                                                       |
| 27-9-2022                                                             | Amiens                                                                | Costa d'Avorio                                                        | 3 – 1                                                                 | Guinea                                                                | Amichevole                                                            | -                                                                     | 82’                                                                   |
| Totale                                                                |                                                                       | Presenze                                                              | 4                                                                     |                                                                       | Reti                                                                  | 0                                                                     |                                                                       |

## Palmarès

### Club

#### Competizioni nazionali
- Coppa di Francia: 1

Nantes: 2021-2022
- Coppa della Repubblica Ceca: 1

Sigma Olomouc: 2024-2025